# Fons-sur-Lussan
Fons-sur-Lussan (okzitanisch: Fonts de Lussan) ist eine französische Gemeinde mit 228 Einwohnern (Stand: 1. Januar 2022) im Département Gard in der Region Okzitanien. Sie gehört zum Arrondissement Nîmes und zum Kanton Alès-2. 

## Geografie
Fons-sur-Lussan liegt etwa 39 Kilometer nördlich von Nîmes und etwa 20 Kilometer ostnordöstlich von Alès. 
Die Nachbargemeinden von Fons-sur-Lussan sind Méjannes-le-Clap im Norden und Nordosten, Lussan im Süden und Osten, Bouquet im Süden und Südwesten, Allègre-les-Fumades im Westen sowie Rivières im Nordwesten.

## Bevölkerungsentwicklung
| Jahr                      | 1962 | 1968 | 1975 | 1982 | 1990 | 1999 | 2006 | 2013 |
| ------------------------- | ---- | ---- | ---- | ---- | ---- | ---- | ---- | ---- |
| Einwohner                 | 134  | 133  | 123  | 123  | 134  | 171  | 203  | 245  |
| Quelle: Cassini und INSEE |      |      |      |      |      |      |      |      |

## Sehenswürdigkeiten
- neoromanische Kirche aus dem 19. Jahrhundert
- Reste der alten Burg